# Arenivaga gaiophanes
Arenivaga gaiophanes (лат.) — вид песчаных тараканов-черепашек рода Arenivaga из семейства Corydiidae (или Polyphagidae). Обнаружены в Северной Америке: США (Калифорния).

## Описание
Среднего размера тараканы овально-вытянутой формы: длина тела от 15,6 до 19,2 мм; наибольшая ширина тела (GW) от 7,5 до 9,2 мм; ширина пронотума (PW) около 5 мм; длина пронотума (PL) от 2,97 до 4,24 мм. Соотношение длины тела к его наибольшей ширине у голотипа = TL/GW 2,09. Основная окраска светло-коричневая, одноцветная. Имеют по 2 коготка на лапках. Ноги средней и задней пары покрыты шипиками.
Обитают в песчаной почве, песчаных дюнах. Питаются, предположительно, как и другие виды своего рода, микоризными грибами, листовым детритом пустынных кустарников и семенами, собранными млекопитающими. В надземных условиях живут только крылатые самцы (отличаются ярко выраженным половым диморфизмом: самки рода Arenivaga бескрылые, внешне напоминают мокриц). Вид был впервые описан в 2014 году американским энтомологом Хейди Хопкинсом (Heidi Hopkins). Название происходит от греческого слова, означающего земляной цвет.